# Рудня (Репкинский район)
Ру́дня (укр. Ру́дня; до 2016 г. Пролетарская Рудня, до 1917 г. Подусовская Рудня) — село Репкинского района Черниговской области Украины. Расположено на реке Вертечь. Население 25 человек.
Код КОАТУУ: 7424485607. Почтовый индекс: 15046. Телефонный код: +380 4641.

## Власть
Орган местного самоуправления — Неданчичский сельский совет. Почтовый адрес: 15046, Черниговская обл., Репкинский р-н, с. Неданчичи, ул. Титова, 69, тел. 4-85-42, факс 4-85-42.